# Цинкові сплави

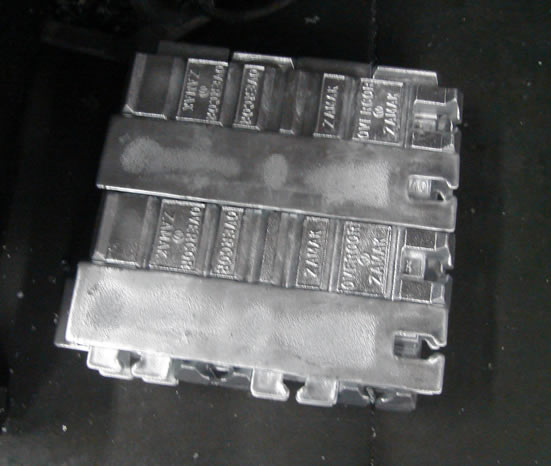
Зливок ливарного цинкового сплаву (Zamak^{®})

Спла́ви ци́нку або ци́нкові спла́ви (англ. zinc alloys) — сплави на основі цинку з добавками, головним чином алюмінію, міді та магнію.

## Загальна характеристика
У цинкових сплавів невисока температура плавлення, добра рідкоплинність, їх можна легко обробляти різанням і тиском, зварювати і паяти. Вади цинкових сплавів: низькі механічні властивості за підвищених температур (особливо, опір повзучості), незначна корозійна стійкість в кислих і лужних середовищах, вони схильні до зміни розмірів у процесі природного старіння. Корозійна стійкість у цинкових сплавів приблизно така ж, як у технічного цинку або оцинкованої сталі.
Щоб підвищити корозійну стійкість та поліпшити зовнішній вигляд, на поверхні виробів з цинкових сплавів наносять електрохімічним чи хімічним способами хромові, нікелеві або кадмієві захисно-декоративні та захисні покриття.

## Класифікація та застосування
Промислові цинкові сплави розроблені на базі систем «цинк — алюміній» і «цинк — алюміній — мідь». Практично у всі цинкові сплави введена домішка магнію (до 0,1%), що підвищує розмірну стабільність литих деталей і збільшує корозійну стійкість сплавів. Сплави також містять у невеликих кількостях свинець, олово, залізо та інші елементи.
Цинкові сплави бувають ливарні, деформівні й антифрикційні (підшипникові) , які використовують як замінники олов'янистих бронз і бабітів.
Цинкові сплави застосовують в автомобіле- і вагонобудуванні, електротехнічній та приладобудівній промисловості, поліграфії тощо.

### Ливарні цинкові сплави
Для виготовлення малих за розмірами невідповідальних виробів методом лиття під тиском застосовують ливарні цинкові сплави, леговані алюмінієм (3,5…4,5%), або сумісно алюмінієм і міддю (до 5%), наприклад, сплави марок ЦА4, ЦА4М1, ЦА4М3. Виливки зазвичай не вимагають подальшого механічного оброблення, оскільки мають точні розміри й гладку блискучу поверхню, хоча й характеризуються підвищеною пористістю. Ці сплави мають такі механічні характеристики: σв =200…380 Н/мм², δ =2…6%, твердість НВ 70…120. Для захисту від корозії такі виливки нікелюють або наносять на їхні поверхні покриття інші видів.
Найбільшого поширення набули цинкові сплави для литва під тиском, які використовуються для конструкційних і конструкційно-декоративних деталей в автомобільній промисловості, електромашинобудуванні, оргтехніці, а також для побутових виробів, сувенірів тощо. В порівнянні з іншими сплавами для литва під тиском цинкові сплави є технологічнішими й дозволяють отримувати тонкостінніші виливки.
Ця група сплавів на основі цинку відома також у світі під торговою маркою Zamak®, що складається з перших літер німецькомовних назв основних компонентів — «zink — aluminium — magnesium — kupfer».

### Деформівні цинкові сплави
Деформівні цинкові сплави також легують алюмінієм (ЦАМ15), алюмінієм та міддю (ЦАМ10-1), або лише міддю (ЦМ1). Такі сплави вальцюють у листи, обробляють глибоким витягування та пресують у гарячому стані. Високолеговані сплави мають значну міцність (σв до 460 Н/мм²) і задовільні пластичність (δ =8…12%) та в'язкість. Цинкові сплави часто використовують на заміну латуней. Вальцьовані напівфабрикати з цинкових сплавів відрізняються різко вираженою анізотропією властивостей.
Оброблювані тиском цинкові сплави у вигляді вальцьованих листів застосовуються в різних областях техніки для виготовлення виробів глибоким штампуванням або пневмоформуванням в стані надпластичності. З товстих вальцьованих плит виготовляють також вирубні та фасонні штампи для алюмінієвих сплавів.

### Підшипникові сплави
Цинкові підшипникові сплави (ЦАМ 10-5, ЦАМ 9-1,5) є дешевшими антифрикційними матеріалами у порівняні з бабітами, що мають у своєму складі свинець і особливо олово. Як м'яка основа в них виступає евтектика Zn+Al, у склад якої через наявність міді входить третя складова — CuZn3, а в ролі твердих частинок виступають частинки CuZn3. Цинкові сплави поступаються олов'яним бабітам за пластичністю, коефіцієнтом тертя та коефіцієнтом теплового розширення і є приблизно рівноцінними до свинцевих бабітів. Використовуються для виготовлення вкладишів, втулок, повзунів, біметалевих деталей у підшипниках ковзання важких металорізальних верстатів, пресів, підйомних машин і прокатних станів.